# Condados de Irán
Los condados de Irán, también llamados Shahrestan (en persa: شهرستان‎ Shahrestan), son las divisiones administrativas de las provincias de Irán (ostan). La palabra shahrestan viene de los vocablos persas shahr ("ciudad, pueblo") y -stan ("provincia, estado"). El "condado", por lo tanto, es un equivalente de cercano de shahrestan.
Los condados iraníes están divididos en uno o varios bajsh (بخش), o distritos. Un condado típico incluye ambas ciudades (شهر Shahr) y aglomeraciones rurales (دهستان dehestān), que son agrupaciones de pueblos adyacentes. Una ciudad dentro del condado sirve como la capital de ese condado.
Cada condado se rige por una oficina conocida como farmandari, que coordina los diferentes eventos y organismos públicos y está dirigida por un farmandar, el gobernador de la provincia y el funcionario de más alto rango en la división.
Entre las provincias de Irán, la provincia de Fars tiene el mayor número de shahrestanes (23), mientras que la provincia de Semnan y la provincia de Jorasán del Sur tienen sólo 4 shahrestanes cada una; la provincia de Qom tiene únicamente uno, siendo coextensiva con su condado homónimo. En 2005, Irán tenía 324 shahrestanes.

## Guía
Para entender mejor estas subdivisiones, la siguiente tabla es útil. Supongamos que la provincia P está dividido en dos condados: A y B. El condado A tiene 3 distritos: Distrito Y. El central, el X, y el Y. El distrito central es el que contiene la ciudad M, la capital de la provincia. Cada distrito contiene una o más ciudades y o uno o más ARs (aglomeraciones rurales). En nuestro ejemplo, el distrito central de la ciudad contiene M, Ciudad N, y RA T, que se compone de los pueblos V1, V2, V3, y V4; distrito X contiene Ciudad O y RA T; y el distrito Y no tiene ciudades y un AR V. El condado mínima consta de una sola ciudad como el único distrito, llamado central, por supuesto. El condado B en la siguiente tabla es de tal tipo, que contiene sólo una ciudad Q.
| Ostan (provincia) | Shahrestan (condado) | Distrito | Ciudad / AR* | Aldeas         |
| ----------------- | -------------------- | -------- | ------------ | -------------- |
| P                 | A                    | Central  | Ciudad M (c) |                |
| P                 | A                    | Central  | Ciudad N     |                |
| P                 | A                    | Central  | AR T         | V1, V2, V3, V4 |
| P                 | A                    | X        | Ciudad O     |                |
| P                 | A                    | X        | AR U         | V5, V6         |
| P                 | A                    | Y        | AR V         | V7, V8, V9     |
| P                 | B                    | Central  | Ciudad Q     |                |

Los condados se enumeran a continuación, por provincia:

## Provincia de Elburz
- Condado de Eshtehard
- Condado de Karaj
- Condado de Nazarabad
- Condado de Savojbolagh
- Condado de Taleghan

## Provincia de Ardabil
- Condado de Ardabil
- Condado de Bilasavar
- Condado de Germi
- Condado de Khalkhal
- Condado de Kowsar
- Condado de Meshginshahr
- Condado de Namin
- Condado de Nir
- Condado de Parsabad
- Condado de Sareyn

## Provincia de Bushehr
- Condado de Asaluyeh
- Condado de Bushehr
- Condado de Dashtestan
- Condado de Dashti
- Condado de Dayyer
- Condado de Deylam
- Condado de Ganaveh
- Condado de Jam
- Condado de Kangan
- Condado de Tangestan

## Provincia de Chahar Mahal y Bajtiarí
- Condado de Ardal
- Condado de Borujen
- Condado de Farsan
- Condado de Kiaar
- Condado de Kuhrang
- Condado de Lordegan
- Condado de Shahrekord

## Provincia de Azerbaiyán Oriental
- Condado de Ahar
- Condado de Ajabshir
- Condado de Azarshahr
- Condado de Bonab
- Condado de Bostanabad
- Condado de Charuymaq
- Condado de Heris
- Condado de Hashtrud
- Condado de Jolfa
- Condado de Kalibar
- Condado de Khodaafarin
- Condado de Malekan
- Condado de Maragheh
- Condado de Marand
- Condado de Mianeh
- Condado de Osku
- Condado de Sarab
- Condado de Shabestar
- Condado de Tabriz
- Condado de Varzaqan

## Provincia de Isfahán
- Condado de Aran-o-Bidgol
- Condado de Ardestan
- Condado de Borkhar-o-Meymeh
- Condado de Chadegan
- Condado de Falavarjan
- Condado de Fereydan
- Condado de Fereydunshahr
- Condado de Golpayegan
- Condado de Isfahán
- Condado de Kashan
- Condado de Khansar
- Condado de Khomeinishahr
- Condado de Lenjan
- Condado de Bajo Semirom
- Condado de Mobarakeh
- Condado de Nain
- Condado de Najafabad
- Condado de Natanz
- Condado de Semirom
- Condado de Shahreza
- Condado de Shahinshahr o Condado de Meymeh
- Condado de Tiran-o-Korun

## Provincia de Fars
- Condado de Abadeh
- Condado de Arsanjan
- Condado de Bavanat
- Condado de Darab
- Condado de Eqlid
- Condado de Estahban
- Condado de Farashband
- Condado de Fasa
- Condado de Firuzabad
- Condado de Gerash
- Condado de Jahrom
- Condado de Kavar
- Condado de Kazerun
- Condado de Kherameh
- Condado de Khonj
- Condado de Khorrambid
- Condado de Lamerd
- Condado de Larestan
- Condado de Mamasani
- Condado de Marvdasht
- Condado de Mehr
- Condado de Neyriz
- Condado de Pasargad
- Condado de Qir-o-Karzin
- Condado de Rostam
- Condado de Sarvestan
- Condado de Sepidan
- Condado de Shiraz
- Condado de Zarrindasht

## Provincia de Guilán
- Condado de Amlash
- Condado de Astara
- Condado de Astane-ye-Ashrafiyeh
- Condado de Bandar-e Anzali
- Condado de Fuman
- Condado de Lahijan
- Condado de Langrud
- Condado de Masal
- Condado de Rasht
- Condado de Rezvanshahr
- Condado de Rudbar
- Condado de Rudsar
- Condado de eje
- Condado de Siahkal
- Condado de Some'e-sara
- Condado de Talesh

## Provincia de Golestán
- Condado de Aliabad
- Condado de Aqqala
- Condado de Azadshahr
- Condado de Bandar-e-gaz
- Condado de Bandar-e-Torkaman
- Condado de Galikash
- Condado de Gomishan
- Condado de Gonbad-e-Kavus
- Condado de Gorgan
- Condado de Kolaleh
- Condado de Kordkuy
- Condado de Maravehtapeh
- Condado de Minudasht
- Condado de Ramian

## Provincia de Hamadan
- Condado de Asadabad
- Condado de Bahar
- Condado de Hamadan
- Condado de Kabudrahang
- Condado de Malayer
- Condado de Nahavand
- Condado de Razan
- Condado de Tuyserkan

## Provincia de Hormozgan
- Condado de Abumusa
- Condado de Bandar-Abbas
- Condado de Bandar-Lengeh
- Condado de Bastak
- Condado de Gavbandi
- Condado de Hajiabad
- Condado de Jask
- Condado de Khamir
- Condado de Minab
- Condado de Qeshm
- Condado de Rudan

## Provincia de Ilam
- Condado de Abdanan
- Condado de Darrehshahr
- Condado de Dehloran
- Condado de eyvan
- Condado de Ilam
- Condado de Malekshahi
- Condado de Mehran
- Condado de Shirvan-o-Chardavol

## Provincia de Kerman
- Condado de Anar
- Condado de Anbarabad
- Condado de Arzuiyeh
- Condado de Baft
- Condado de Bam
- Condado de Bardsir
- Condado de Fahraj
- Condado de Ghaleye-Ganj
- Condado de Jiroft
- Condado de Kahnuj
- Condado de Kerman
- Condado de Kuhbonan
- Condado de Manujan
- Condado de Rabar
- Condado de Rafsanjan
- Condado de Ravar
- Condado de Reygan
- Condado de Roudbar-e-Jonub
- Condado de Shahr-e-Babak
- Condado de Sirjan
- Condado de Zarand

## Provincia de Kermanshah
- Condado de Dalaho
- Condado de Guilán-e-gharb
- Condado de Harsin
- Condado de Islamabad-e-gharb
- Condado de Javanrud
- Condado de Kangavar
- Condado de Kermanshah
- Condado de Paveh
- Condado de Qasr-e-Shirin
- Condado de Ravansar
- Condado de Sahneh
- Condado de Sarpol-e-Zahab
- Condado de Solas-e-Babajani
- Condado de Sonqor

## Provincia de Juzestán
- Condado de Abadan
- Condado de Ahvaz
- Condado de Andika
- Condado de Andimeshk
- Condado de Baghmalek
- Condado de Bavi
- Condado de Behbahan
- Condado de Dasht-e-Azadegan
- Condado de Dezful
- Condado de Guotvand
- Condado de Haftgol
- Condado de Hendijan
- Condado de Hoveizeh
- Condado de Izeh
- Condado de Khorramshahr
- Condado de Lali
- Condado de Mahshahr
- Condado de Masjed-Soleyman
- Condado de Omidiyeh
- Condado de Ramhormoz
- Condado de Ramshir
- Condado de Shadegan
- Condado de Shush
- Condado de Shushtar

## Provincia de Kohkiluyeh y Buyer Ahmad
- Condado de Basht
- Condado de Bahmai
- Condado de Boyer-Ahmad
- Condado de Charam
- Condado de Dena
- Condado de Gachsaran
- Condado de Kohkiluyeh

## Provincia de Kurdistán
- Condado de Baneh
- Condado de Bijar
- Condado de Dehgolan
- Condado de Divandarreh
- Condado de Kamyaran
- Condado de Marivan
- Condado de Qorveh
- Condado de Sannandaj
- Condado de Saqqez
- Condado de Sarvabad

## Provincia de Lorestán
- Condado de Aligudarz
- Condado de Azna
- Condado de Borujerd
- Condado de Delfan
- Condado de Dorud
- Condado de Doureh
- Condado de Khorramabad
- Condado de Kuhdasht
- Condado de Poldokhtar
- Condado de Selseleh

## Provincia de Markazí
- Condado de Ashtian
- Condado de Arak
- Condado de Delijan
- Condado de Jomein
- Condado de Khondab
- Condado de Komeijan
- Condado de Mahallat
- Condado de Saveh
- Condado de Shazand
- Condado de Tafresh
- Condado de Zarandieh

## Provincia de Mazandarán
- Condado de Amol
- Condado de Babol
- Condado de Babolsar
- Condado de Behshahr
- Condado de Chalus
- Condado de Galugah
- Condado de Juybar
- Condado de Mahmudabad
- Condado de Miandorud
- Condado de Neka
- Condado de Noshahr
- Condado de Nur
- Condado de Qaemshahr
- Condado de Ramsar
- Condado de Sari
- Condado de Savadkuh
- Condado de Tonekabon
- Condado de Abbas Abad

## Provincia de Jorasán del Norte
- Condado de Bojnurd
- Condado de Esfarayen
- Condado de Faroj
- Condado de Germeh
- Condado de Jajrom
- Condado de Maneh-o-Samalqan
- Condado de Shirvan

## Provincia de Qazvin
- Condado de Abyek
- Condado de Elburz
- Condado de Buin-Zahra
- Condado de Qazvin
- Condado de Takestan

## Provincia de Qom
- Condado de Qom

## Provincia de Jorasán Razaví
- Condado de Bajestán
- Condado de Bardaskan
- Condado de Chenaran
- Condado de Dargaz
- Condado de Davarzan
- Condado de Fariman
- Condado de Firuzeh
- Condado de Gonabad
- Condado de Jowayin
- Condado de Joghatai
- Condado de Kalat
- Condado de Kashmar
- Condado de Khaf
- Condado de Khalilabad
- Condado de Khoshab
- Condado de Mahvelat
- Condado de Mashhad
- Condado de Nishapur
- Condado de Quchan
- Condado de Rashtkhar
- Condado de Sabzevar
- Condado de Sarakhs
- Takht-e-Jolgeh Condado
- Condado de Taybad
- Torghabe-o-Shandiz Condado
- Torbat-e-Jam Condado
- Torbat-e-Heydarieh Condado
- Condado de Zave

## Provincia de Semnan
- Condado de Aradan
- Condado de Damghan
- Condado de Garmsar
- Condado de Mehdishahr
- Condado de Meyami
- Condado de Semnan
- Condado de Shahrud Condado o *Condado de Shahrood
- Condado de Sorkheh

## Provincia de Sistán y Baluchistán
- Condado de Chabahar
- Condado de Dalgan
- Condado de Hirmand
- Condado de Iranshahr
- Condado de Khash
- Condado de Konarak
- Condado de Mehrestan
- Condado de Nikshahr
- Condado de Saravan
- Condado de Sarbaz
- Condado de Sib o Condado de Soran
- Condado de Zabol
- Condado de Zahedan
- Condado de Zehak

## Provincia de Jorasán del Sur
- Condado de Birjand
- Condado de Boshruyeh
- Condado de Darmian
- Condado de Ferdows
- Condado de Khusf
- Condado de Nehbandan
- Condado de Qaen
- Condado de Sarayan
- Condado de Sarbisheh
- Condado de Tabas
- Condado de Zirkouh

## Provincia de Teherán
- Condado de Damavand
- Condado de Firuzkuh
- Condado de Islamshahr
- Condado de Malard
- Condado de Pakdasht
- Condado de Pishva
- Condado de Robat-Karim
- Condado de Rey
- Condado de Shemiranat
- Condado de Shahriar
- Condado de Shahr-e Qods
- Condado de Teherán
- Condado de Varamin

## Provincia de Azerbaiyán Occidental
- Condado de Bukan
- Condado de Chaldoran
- Condado de Chaypareh
- Condado de Khoy
- Condado de Mahabad
- Condado de Maku
- Condado de Miandoab
- Condado de Naqadeh
- Condado de Oshnaviyeh
- Condado de Piranshahr
- Condado de Poldasht
- Condado de Salmas
- Condado de Sardasht
- Condado de Shahindej
- Condado de Showt
- Condado de Takab
- Condado de Urmia

## Provincia de Yazd
- Condado de Abarkuh
- Condado de Ardekan
- Condado de Bafq
- Condado de Bahabad
- Condado de Khatam
- Condado de Mehriz
- Condado de Meybud
- Condado de Sadugh
- Condado de Taft
- Condado de Yazd

## Provincia de Zanjan
- Condado de Abhar
- Condado de Eejrud
- Condado de Khodabandeh
- Condado de Khorramdarreh
- Condado de Mahneshan
- Condado de Tarom
- Condado de Zanjan